# Enarganthe
Enarganthe là chi thực vật có hoa trong họ Aizoaceae.